# Coleophora japonicella
Coleophora japonicella là một loài bướm đêm thuộc họ Coleophoridae. Nó được tìm thấy ở Nhật Bản.
Sải cánh dài khoảng 10.5 mm đối với con đực and 11–13 mm đối với con cái.
Ấu trùng ăn Ulmus davidiana var. japonica. They create a brownish-grey leaf-case which is slightly bent towards the base and 11–12 mm. The larvae mine into the leaf of their host plant until giữa tháng 6, but some are full-grown before hibernation.